# Крушка
Крушка (Pyrus) је род дрвенастих биљака из фамилије Rosaceae, чији се истоимени плодови користе у исхрани људи. Врсте овог рода расту у умереним пределима Европе, Азије и Африке. Дрвеће је средње висине (10-17m), углавном листопадно, са простим и наизменично распоређеним листовима (дужине 2–12 cm). Плод је специјалан облик бобице — помум, са једнослојним (код врста из Sect. Pyrus) или вишеслојним епидермисом (код врста у Sect. Pashia) и често бројним склереидима (каменим ћелијама). Таксономски, род се дели у две поменуте секције.
„Дивље“ врсте рода Pyrus могу хибридизовати, слично осталим родовима у потфамилији јабука (Maloideae), али се природни ареали ових врста не преклапају и тиме је појава хибридизације била спречена. Са неолитским ширењем пољопривреде, људи вештачки доводе у контакт „дивље“ врсте и почињу доместификацију. Постоје два назива за доместификоване (домаће) крушке - Pyrus communis (европска) и Pyrus pyrifolia (далекоисточна).
Ове две врсте (и њихови култивари) настале су кроз два независна процеса доместификације, пре 500. п. н. е. Неки култивари европске домаће крушке су можда настали хибридизацијом P. communis са врстом P. reqelii.
Од крушака се прави и врло квалитетна ракија - крушка (крушковача), а најпознатија крушкова ракија је од сорте виљамовке. Осим за ракију, крушке се користе и за припрему компота, џемова, пекмеза, слатка, као и додатак за разне воћне колаче и торте.

## Крушка у народним веровањима
У српском народном предању крушка је сматрана за „зло дрво“ и дрво злих демона. Према веровању испод старих крушака се скупљају ђаволи, демони и вештице. Такође се веровало да на крушку пада ала која сатире грожђе по виноградима као и да се на њој може наћи и смрт. У неким српским народним обичајима на дивљој крушки се оставља жртва за чуму, када се она магијски тера из села.
Међутим у неким крајевима крушка има и боље углед у народу. Тако се у околини Ђевђелије народ на други дан Васкрса скупљао и са свештеником ишао до старе крушке коју је свештеник причешћивао. Овај чин представља симболичну жртву крушци.
У српском народном предању крушка се такође користила за магијско одстрањивање болести. Такође се крушка често приносила као дар душама мртвих. У неким крајевима током празника на крстове покојника њихови рођаци стављају крушке. У српском језику постоји доста топографских назива који су изведени од речи крушка. Многи су настали од једне, конкретне крушке, а део тих назива има порекло од неке зле, „сеновите“ крушке.
У српском језику постоји изрека „Као да је пао са крушке“ којом се казује да је неко збуњен, глуп или блесав. Ова изрека се везује за људе који су се пели на крушку па су се нашли у друштву вештица и демона и онда пали са дрвета.

## Врсте
Постоји између 23 и 38 врста:
- европске:
- медитеранске:
- средњоазијске:
- далекоисточне:

## Култивација
Према подацима Северозападног бироа за крушке, око 3000 крушкиних варијетета се узгаја широм света.
Крушке се нормално размножавају калемљењем изабраног варијетета на подлогу, која може да буде сорта крушке или дуње. Основе од дуње производе мање дрвеће, што је често пожељно у комерцијалним воћњацима или домаћим вртовима. За нове варијетете цветови се могу укршатати ради презервирања или комбиновања пожељених својстава. Плод крушке се формира на огранцима, који се јављају на изданцима старијим од једне године.
Три врсте сачињавају велику већину јестиве продукције овог воћа, европска крушка Pyrus communis subsp. communis која се култивира углавном у Европи и Северној Америци, кинеска бела крушка (беј ли) Pyrus × bretschneideri, и „наши” крушка Pyrus pyrifolia (такође позната као азијска крушка или јабучна крушка), обе од којих се узгајају углавном у источној Азији. Постоје хиљаде култивара ове три врсте. Врста која се узгаја у западној Кини, P. sinkiangensis, и она узгајана у јужној Кини и јужној Азији, P. pashia, користе се у мањој мери.
Друге врсте се користе као подлоге за европске и азијске крушке и као орнаментално дрвеће. Дрво крушке је густозрно и барем у прошлости је кориштено као специјализована дрвена грађа за фини намештај и израду блокова за дрворезе. Манџурска и усурска крушка, Pyrus ussuriensis (која производи неукусно воће) је била укрштена са врстом Pyrus communis ради узгоја тврђих сорти крушака. Брадфордова крушка (Pyrus calleryana, Брадфорд) је посебно широко заступљена у Северној Америци. Она се користи као орнаментално дрвеће, и као основа отпорна на палеж за воћњаке врсте Pyrus communis. Крушка врбиног лишћа (Pyrus salicifolia) се узгаја због њеног атрактивног, витког, густо сребрнастог лишћа.

### Култивари
Краљевско хортикултурно друштво је доделило награду за заслуге у врту следећим култиварима:-
- Бет[6]
- Бер харди[7]
- Бер суперфин[8]
- Конкорд[9]
- Конференс[10]
- Дојен ду Комис[11]
- Жозефин де Малинес[12]

Чисто декоративни култивар P. salicifolia (pендула), са висећим гранама и сребрнастим листовима, исто тако је награђен.

## Производња крушака
| Кина | 17.300.751 |     |
| САД | 795.557    |     |
| Италија | 743.029    |     |
| Аргентина | 722.324    |     |
| Турска | 461.826    |     |
| Свет | 25.203.754 | [А] |
| Без симбола = званични податак, П = ФАО процена, А = званични, полузванични подаци или процена.ФАОСТАТ Архивирано на веб-сајту (19. јун 2012) |            |     |

### Складиштење
Крушке се могу чувати на собној температури док не сазру. Крушке су зреле када се месо плода може згњечити благим притиском. Зреле крушке се оптимално складиште у хладњаку, непокривене у једном слоју, где имају рок трајања од 2 до 3 дана.

## Употреба
Крушке се конзумирају свеже, конзервиране, као сок, и сушене. Сок се може користити у желеима и џемовима, обично у комбинацији са другим воћем, укључујући бобице. Ферментисани сок од крушке се назива пери или крушковача, и прави се на начин сличан начину на који се прави јабуковача од јабука.
Крушке дозревају на собној температури. Оне брже дозревају ако се ставе поред банана у посуди са воћем. Хлађење успорава даље сазревање. Према подацима Северозападног бироа за крушке о сазревању и оцењивању зрелости: мада се боја коже бартлет крушака мења из зелене у жуту при сазревању, већина варијетета манифестује малу промену боје при сазревању. Крушке сазревају од унутра ка спољашњости, и стога је најбољи начин да се оцени зрелост да се „провери врат”: примени се лаган притисак палцем на врат или трепељчин крај крушке. Ако потоне при благом притиску, онда је крушка зрела, слатка и сочна. Ако је врат чврст, крушке је неопходно оставити на собној температури и вршити дневне провере зрелости.
Кулинарска или кувана крушка је зелена али сува и тврда, а једино је јестива након неколико сати кувања. Два холандска култивара су Гизер Вилдеман (слатка сорта) и Сент Реми (благо кисела).
Дрво крушке је један од пожељних материјала у производњи висококвалитетних дрвених инструмената и намештаја, и кориштено је за прављење резбарених блокова у виду дрвореза. Користи се и за друге облике резбарења, а и као огревно дрво при чему производи ароматични дим који се може користити за сушење меса или дувана. Дрво крушке је цењени материјал за израду кухињских кашика, варјача и мешалица, јер не контаминира храну бојом, укусом или мирисом, и отпорно је на савијање и прскање упркос вишеструких циклуса натапања и сушења. Линколн описује овај материјала као „прилично тврдо, врло стабилно дрво ... (користи се за) резбарење ... квачице, ручке за кишобране, мерне инструменте као што су сетови квадрата и Т-квадрати ... рекордери ... виолинске и гитарске вратове и клавирске типке ... декоративно фурнирање”. Дрво крушке је преферентно дрво за архитектонске лењире зато што се не увија. Оно је слично сродном јабуковом дрвету (Malus domestica) и користи се за мноштво сличних намена.

### Исхрана
Сирова крушка је 84% вода, 15% угљени хидрати и садржи занемарљиве количине протеина и масти (погледајте табелу). Крушка у сервирању од 100  пружа 15 грама угљених хидрата, занемарљиву количину масти и протеина, и 57 калорија. Она је умерени извор прехрамбених влакана и не садржи друге есенцијалне нутријенте у знатним количинама (табела, USDA националне базе података нутријената).

## Галерија
- Крушке куване у црном вину
- Крушка у боци крушкине Воде живота